# Poniedziałek Zielonoświątkowy
Poniedziałek Zielonoświątkowy, zwany także drugim świętem Zesłania Ducha Świętego lub Poniedziałkiem Zesłania Ducha Świętego, to święto obchodzone następnego dnia po niedzieli Zesłania Ducha Świętego, święcie ruchomym w chrześcijańskim kalendarzu liturgicznym. Data jest ruchoma, gdyż zależy od daty Wielkanocy. W Kościele katolickim jest to wspomnienie Najświętszej Maryi Panny, Matki Kościoła, upamiętniające wznowienie okresu zwykłego.
Zesłanie Ducha Świętego przypada zawsze w niedzielę i dlatego zazwyczaj jest dniem wolnym od pracy. Także poniedziałek po Zesłaniu Ducha Świętego jest świętem państwowym w Andorze, Antigui i Barbudzie, Anguilli, Austrii, Bahamach, Barbadosie, Belgii, Beninie, Brytyjskich Wyspach Dziewiczych, Kanadzie, Republice Środkowoafrykańskiej, Republice Konga, Cyprze, Danii, Dominika, Francja, Gabon, Niemcy, Grecja, Grenada, Węgry, Islandia, Wybrzeże Kości Słoniowej, Luksemburg, Madagaskar, Monako, Montserrat, Holandia, Norwegia, Rumunia, Saint Lucia, Saint Kitts i Nevis, Saint Vincent i Grenadyny, Senegal, Wyspy Salomona, Szwajcaria, Togo i Ukraina. W wielu z tych krajów Poniedziałek Zielonoświątkowy znany jest jako „drugi dzień Zielonych Świąt” lub „drugie Zielone Świątki”. W Polsce był świętem państwowym do 1950 roku. Dawniej był świętowany jak Poniedziałek Wielkanocny, a obecnie głównie przez wiernych Kościoła Zielonoświątkowego.
We Francji w latach 2005–2007 stał się dniem pracy dla wielu pracowników. Miało to na celu zebranie dodatkowych funduszy w związku z brakiem przygotowania rządu na falę upałów w lecie, co doprowadziło do niedoborów odpowiedniej opieki zdrowotnej dla osób starszych. We Francji nadal jest to święto państwowe, lecz nie jest dniem wolnym od pracy. W Liechtensteinie Zielone Świątki uważane są za „ulubione święto”, podobnie jak Boże Narodzenie w wielu innych krajach. W Niemczech, Poniedziałek Zielonoświątkowy (niem. Pfingstmontag) jest świętem obowiązkowym dla katolików rzymskokatolickich. Obchodzone jest w południowym Tyrolu, a w jego stolicy Bolzano zastępuje święto lokalnego patrona obchodzone w innych częściach Włoch.
W języku angielskim Poniedziałek Zielonoświątkowy nazywa się Whit Monday od Whitsunday, czyli dawnej nazwy Pięćdziesiątnicy – jednego z trzech okresów chrzcielnych. Pochodzenie początku tych nazw przypisuje się na ogół białemu kolorowi szat noszonych dawniej w to święto przez nowo ochrzczonych.
Do 1973 roku Poniedziałek Zielonoświątkowy był w Irlandii świętem państwowym (wolnym od pracy). W Wielkiej Brytanii do 1967 roku było to święto państwowe, formalnie zastąpione przez ustalone Wiosenne Święto Państwowe w ostatni poniedziałek maja 1971 roku. Było to także święto państwowe w różnych byłych koloniach brytyjskich, zwłaszcza na Pacyfiku. W niektórych krajach Wspólnoty Karaibów pozostaje świętem państwowym. W Szwecji Zielone Świątki były do 2004 roku świętem państwowym; został on zastąpiony przez Święto Narodowe Szwecji w 2005 roku.
Poniedziałek Zielonoświątkowy jest w wielu krajach świętem państwowym, ale nie jako katolickie święto religijne, podobnie jak inne dni powszednie następujące po niedzieli Zesłania Ducha Świętego. Do czasu rewizji Ogólnego kalendarza rzymskiego w 1969 roku wchodziły one w skład oktawy Zesłania Ducha Świętego, która została dodana w VII wieku. Poniedziałek po Zesłaniu Ducha Świętego jest obecnie pierwszym dniem wznowienia okresu zwykłego. Choć szczegóły różnią się w zależności od diecezji, najpowszechniejszą praktyką w Niemczech (gdzie święto pozostaje obowiązkiem) było odprawianie obowiązkowej Mszy wotywnej o Duchu Świętym, przewyższającej nawet uroczystości (w tym przypadku byłyby to uroczystości lokalne).
W lutym 2018 roku papież Franciszek oświadczył jednak, że odtąd Poniedziałek Zielonych Świąt będzie stałą datą obchodów nowego święta, oficjalnie znanego jako Wspomnienie Najświętszej Maryi Panny, Matki Kościoła, które będzie obchodzone w całym Kościele katolickim. W Polsce wspomnienie to ustanowiono już w 1971 roku, decyzją episkopatu, ponieważ „Zesłanie Ducha świętego było początkiem działalności Kościoła”. Tytuł "Matki Kościoła" nadał Maryi papież Paweł VI w 1964 roku, na wniosek kardynała Stefana Wyszyńskiego.

## Przestrzeganie w prawosławiu
We Kościele prawosławnym Poniedziałek Zielonoświątkowy nazywany jest „Poniedziałkiem Ducha Świętego” lub „dniem Ducha Świętego” i jest pierwszym dniem po święcie Zesłania Ducha Świętego, poświęconym szczególnie ku czci Boga w Trzeciej Osobie Trójcy Świętej, czyli Duchowi Świętemu, a zwłaszcza w na pamiątkę zstąpienia na Apostołów w dniu Pięćdziesiątnicy. Następny dzień nazywany jest Trzecim Dniem Trójcy Świętej. Podczas nabożeństw w poniedziałek Zesłania Ducha Świętego śpiewa się wiele takich samych pieśni, jak w dniu Pięćdziesiątnicy. Podczas Boskiej Liturgii diakon intonuje ten sam introit, co w dniu Pięćdziesiątnicy, a rozesłanie następuje w ten sam sposób, co w dzień Pięćdziesiątnicy. Podczas komplety i jutrzni śpiewane są specjalne kanony do Ducha Świętego.